# Nepal op de Olympische Zomerspelen 2016
Nepal nam deel aan de Olympische Zomerspelen 2016 in Rio de Janeiro, Brazilië. De selectie bestond uit zeven sporters, actief in vijf verschillende sporten. Tot de Nepalese selectie behoorde Gaurika Singh, die met haar deelname aan de 100 meter rugslag de jongste olympiër van de Spelen werd. Ten tijde van haar deelname was ze dertien jaar oud.

## Deelnemers en resultaten
(m) = mannen, (v) = vrouwen 

### Atletiek
| Olympiër               | Discipline | Resultaat | Prestatie                  |
| ---------------------- | ---------- | --------- | -------------------------- |
| Hari Rimal             | 5000m (m)  | 46e       | serie 1: 23ste in 14.54,42 |
|                        |            |           |                            |
| Saraswoti Bhattarai VS | 1500m (v)  | 37e       | serie 1: 13de in 4.33,94   |

### Boogschieten
| Olympiër           | Discipline      | Resultaat | Prestatie                                                            |
| ------------------ | --------------- | --------- | -------------------------------------------------------------------- |
| Jit Bahadur Moktan | individueel (m) | 33e       | plaatsingsronde: 60ste met 607 punten 1ste ronde: V van IND Das: 0–6 |

### Judo
| Olympiër              | Discipline | Resultaat | Prestatie                                |
| --------------------- | ---------- | --------- | ---------------------------------------- |
| Phupu Lhamu Khatri VO | –63kg (v)  | 17e       | 1ste ronde: V van CUB Espinosa: waza-ari |

### Taekwondo
| Olympiër    | Discipline | Resultaat | Prestatie                                                            |
| ----------- | ---------- | --------- | -------------------------------------------------------------------- |
| Nisha Rawal | +67kg (v)  | 7e        | voorronde: V van CHN Zheng: 0–2 herkansingen: V van FRA Epangue: 3–4 |

### Zwemmen
| Olympiër       | Discipline          | Resultaat | Prestatie                   |
| -------------- | ------------------- | --------- | --------------------------- |
| Shirish Gurung | 100m vrije slag (m) | 58e       | serie 2: 8ste in 57,76 (NR) |
|                |                     |           |                             |
| Gaurika Singh  | 100m rugslag (v)    | 31e       | serie 1: 1ste in 1.08,45    |